# Maurienne
O Vale da Maurienne, também conhecido unicamente por Maurienne, mas chamado Moriana em italiano, encontra-se no Maciço do Monte Cenis, na região  Ródano-Alpes do departamento da Saboia, da França. 
É neste vale que corre o rio Arc, e o departamento corresponde à região do antigo Condado de Saboia. A cidade mais importante da Maurienne é a sua capital, Saint-Jean-de-Maurienne.

## Geografia
O vale é um dos grandes vales transversais dos Alpes, e se bem não exista um maciço da Maurienne ela está rodeado a Norte pelo Maciço da Vanoise e a Sul pelos Alpes Graios.
Os colos alpinos que partem deste vale, são :
- o Col de l'Iseran para a Vallée de la Tarentaise
- o Col du Mont-Cenis para o Val de Suse
- o Col du Télégraphe e  o Col du Galibier para os lados de Briançon e Oisans
- o  Col de la Croix-de-Fer e o col du Glandon para Oisans
- o Col de la Madeleine para a Vallée de la Tarentaise

Geograficamente distinguem-se duas Mauriennes, a Baixa Maurienne a parte de entrada no vale que é mais larga, e a Alta Maurienne, a parte de cima mais estreita e de onde aparece o rio Arc.

## Parque da Vanoise
O Parque da Vanoise foi o primeiro parque criado em França, em 1963, que cobre uma boa parte da Alta Maurienne e se reúne ao Parque nacional do Grande Paraíso do lado italiano.

## Turismo
Mais de 10 estações de esqui, formam o núcleo de grande valor económico, ao qual se vem juntar o túnel ferroviário do Fréjus, de 1871, que é a ligação ferroviária entre a França e a Itália, assim como o túnel rodoviário do Fréjus, de 1980. O túnel rodoviário foi intensamente utilizado aquando do grave incêndio ocorrido no túnel do Monte Branco a 24 de março de 1999 que provocou a morte de 39 pessoas.  

## Imagens

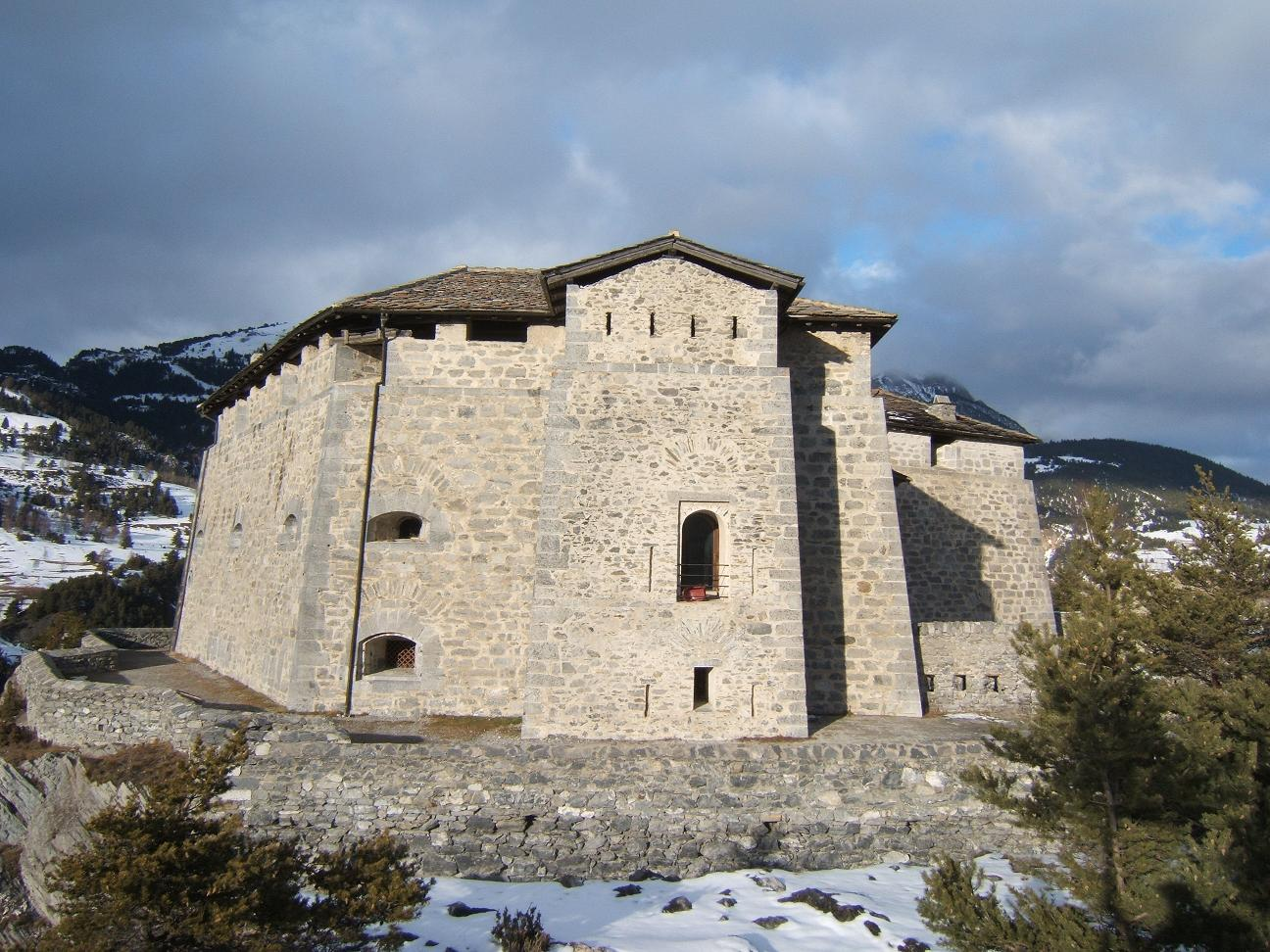
Forte Marie-Christine
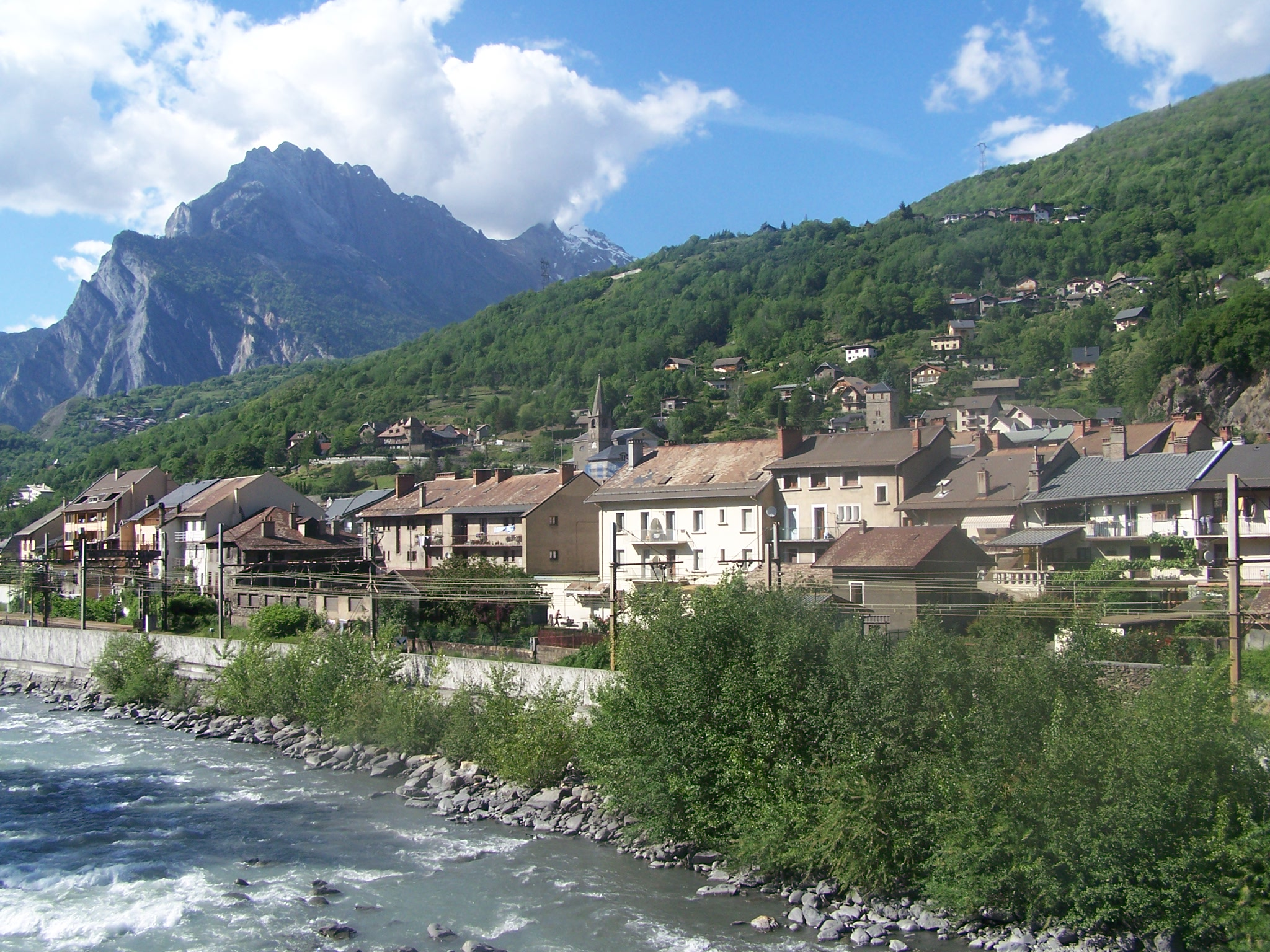
Comuna de Saint-Michel de Maurienne  junto ao l'Arc